# Rothbard Instituut
El Rothbard Instituut (en idioma flamenco) o Rothbard Institute (en inglés, usado también como nombre internacional) fue un instituto  fundado en la ciudad belga de Amberes en diciembre de 2007 relacionado con la escuela austriaca de economía. Su misión es ser un centro de investigación y educación en filosofía del derecho y teoría económica. Esta institución promueve la metodología del pensador libertario norteamericano Murray N. Rothbard en economía, historia, filosofía política y teoría jurídica, difunde esa orientación en el Benelux y realiza traducciones de textos en lengua flamenca.
El instituto disponía de una junta directiva formada en la actualidad por Michaël Bauwens, Denis Clijsters, Thomas Verhulst, Koen Deconinck, Tuur Demeester y Xavier Meulders. Regularmente organiza seminarios y actividades educativas. Económicamente, el Rothbard Instituut no acepta subvenciones gubernamentales y depende, en exclusiva, de las donaciones de particulares. 